# الصحة العقلية في الشرق الأوسط

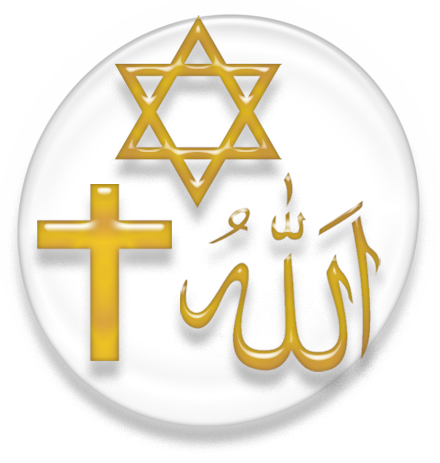

ما زالت دراسة الصحة العقلية في الشرق الأوسط طور البحث والنمو في نطاقه ومضمونه. منذ عام 1998 تم تنفيذ مبادرة  استقصائية للصحة العقلية من قبل الاتحاد العالمى للصحة العقلية والذي تم إنشاؤه في الاصل عام 1948، والذي يعمل بالتنسيق مع منظمة الصحة العالمية. سعت الدراسة الاستقصائية لعام 1998 إلى المساعدة في تحديد مشاكل الصحة العقلية لدى العديد من المجتمعات.
لكى نقيم بدقة مشاكل الصحة العقلية في الشرق الأوسط فلابد ألا نغفل مدى التأثيرات الجغرافية، التاريخية، الثقافية، والاجتماعية التي قد تؤثر على هذا الجزء من العالم، في حين أن كل بلد من البلدان العربية تعتبر جزءً فريدًا من الشرق الأوسط، إلا أنه يوجد نسيج عرقى لا يمكن إغفاله. اولًا، يعد الشرق الأوسط هو مهد العديد من الأديان العالمية كالمسيحية، اليهودية، والإسلام الذي كان له عظيم الأثر ثقافيا في المنطقة كلها حيث  يؤثر على أكثر من تسعين في المائة من السكان. تعد مبادئ العقيدة الإسلامية وهدفها النبيل، بمثابة دليل وعائق أمام ممارسات مقدمى خدمات الرعاية الصحية العقلية في منطقة الشرق الأوسط، حيث يوجد صراع عنيف بين التعاليم الدينية القديمة ونهج اليوم الحديث أو العالم الغربى في التعامل مع قضايا الصحة العقلية.  